# Wimbledon 1907
De 31e editie van het Britse grandslamtoernooi, Wimbledon 1907, werd gehouden van maandag 24 juni tot en met vrijdag 5 juli 1907. Voor de vrouwen was het de 24e editie van het Britse graskampioenschap. Het toernooi werd gespeeld op de toenmalige locatie aan de Worple Road bij de All England Lawn Tennis and Croquet Club in de wijk Wimbledon van de Britse hoofdstad Londen.
Zoals toen gebruikelijk was, speelden de spelers om de titelverdediger uit te dagen in de finale "challenge round".
Voor de eerste keer bezochten leden van het Britse Koninklijke familie het toernooi. De prins George, prins van Wales en zijn vrouw prinses Mary bezochten het toernooi.
Titelhouder Laurence Doherty nam niet deel waardoor de challenge round verviel. De Australiër Norman Brookes won in de finale van Arthur Gore. Brookes was de eerste niet-Britse winnaar in het mannenenkelspel.
Amerikaanse uitdaagster May Sutton won van de Britse titelverdedigster Dorothea Douglass in de finale en behaalde zo haar tweede Wimbledontitel.
De titelhouders in het mannendubbelspel Frank Riseley en Sydney Howard Smith verdedigden hun titel niet waardoor de challenge round verviel. Voor het eerst was er een volledig niet-Britse finale op een onderdeel. Het Australisch/Nieuw-Zeelandse koppel Norman Brookes en Anthony Wilding wonnen van de Amerikanen Karl Behr en Beals Wright en werden de eerste niet-Britse winnaars in het mannendubbelspel.

## Belangrijkste uitslagen
Mannenenkelspel

Finale: Norman Brookes (Australië) won van Arthur Gore (Verenigd Koninkrijk) met 6–4, 6–2, 6–2 
Vrouwenenkelspel

Finale: May Sutton (Verenigde Staten) won van Dorothea Douglass (Verenigd Koninkrijk) met 6–1, 6–4 
Mannendubbelspel

Finale: Norman Brookes (Australië) en Anthony Wilding (Nieuw-Zeeland) wonnen van Karl Behr (Verenigde Staten) en Beals Wright (Verenigde Staten) 6–4, 6–4, 6–2 
Het vrouwendubbelspel en gemengd dubbelspel werden in 1913 voor het eerst georganiseerd.
Een juniorentoernooi werd voor het eerst in 1947 gespeeld.